# قلوب بيضاء (مسلسل)
قلوب بيضاء، مسلسل كوميدي إماراتي عرض عام 2018.

## القصة
تدور أحداث المسلسل في إطار درامي اجتماعي بين عائلتي (ناصر، وعبد الله) وزوجاتهما (غزالة، ودرة) وأصدقاؤهم وأقاربهم، الذين يقعوا جميعا في مواقف ومفارقات كوميدية من خلال أحداث الحلقة التي تقدم في كل مرة طريقة جديدة لعملية الطبخ والأكلات.

## الممثلون
- مروة محمد (غزالة)
- يامور (درة)
- بدر اللحيد (عبد الله)
- حمد الكبيسي (ناصر)
- هدى الخطيب (أم ناصر)
- أشجان (لطيفة)
- شعيفان محمد (سلطان)
- نيفين ماضي (شمس)
- أحمد عبد الرزاق (مروان)